# Мананг (район Непала)

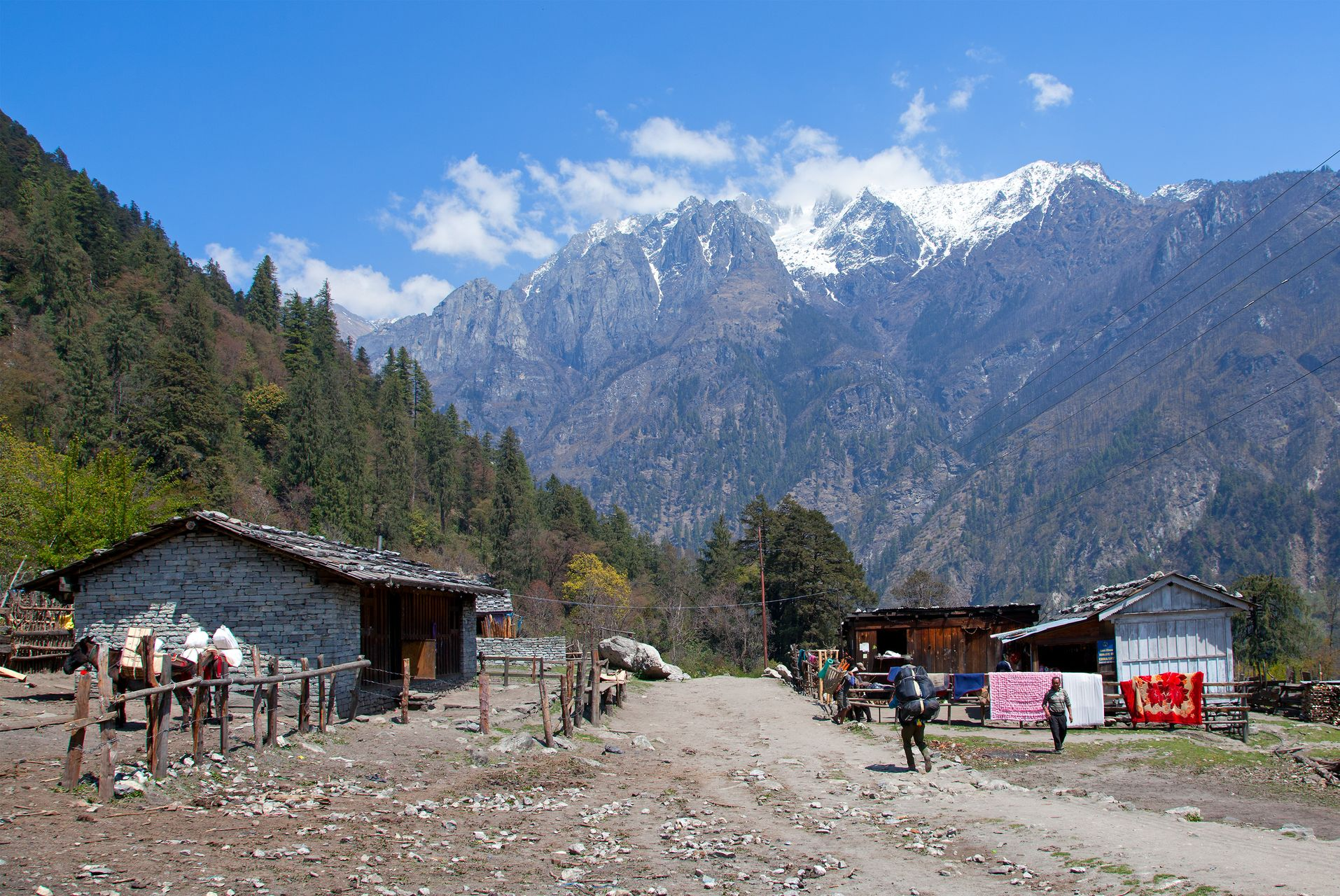
Деревня Тиманг в районе Мананг

Мананг (непальск. मनाङ जिल्ला прослушатьо файле) — район на севере центральной части Непала, входящий в состав зоны Гандаки, административным центром района является деревня Чаме, площадь района 2246 км².

## География
Мананг — один из наименее населённых районов Непала. Значительная часть территории района занята высокими горами — здесь расположены горные массивы Дамодар-Гимал, Пери-Гимал, а южная граница Мананга проходит вдоль горного массива Аннапурна, главная вершина которого — Аннапурна I (8091 м) — является десятым по высоте восьмитысячником мира.
Район Мананг граничит:
- на севере — с Тибетом (Китай)
- на востоке — с районом Ламджунг
- на юге — с районом Каски, естественной границей является горный массив Аннапурна
- на западе — с районом Мустанг зоны Дхаулагири, районы соединяет горная тропа, проходящая через перевал Торонг Ла (5416 м)

В районе Мананг проживают 9587 человек (по данным на 2001 год), крупнейшие населённые пункты:
- Мананг
- Чаме
- Дхарапани

Большинство населённых пунктов сосредоточено в долине реки Марсъянди, эта долина известна богатством флоры и фауны и пригодна для земледелия и животноводства.

## Транспорт
Мананг считается труднодоступным районом, до многих населённых пунктов можно добраться лишь горными тропами. Доставка товаров осуществляется караванами ослов или носильщиками (портерами).
Единственная автомобильная дорога района проходит по долине реки Марсъянди и соединяет деревни, расположенные в этой долине, с Бесисахаром. По состоянию на 2014 год дорога имеет грунтовое покрытие, участок Бесисахар — Чаме доступен для автомобилей повышенной проходимости, а участок Чаме — деревня Мананг — только для мотоциклов. После дождей дорога часто блокируется оползнями и водными потоками.
В деревне Хумде находится аэропорт «Мананг», способный принимать небольшие самолёты местных авиалиний. В туристический сезон из аэропорта выполняются рейсы в Покхару.

## Туризм
В конце 1970-х годов район Мананг был открыт для доступа иностранцев и обрёл известность среди любителей горного туризма. Тропы, соединяющие основные населённые пункты района стали частью популярного туристского маршрута «Трек вокруг Аннапурны». Многие местные жители занялись туристическим бизнесом, и теперь, практически в каждой деревне открыты гостевые дома и рестораны. В наиболее крупных поселениях работают магазины туристического снаряжения.

## Галерея

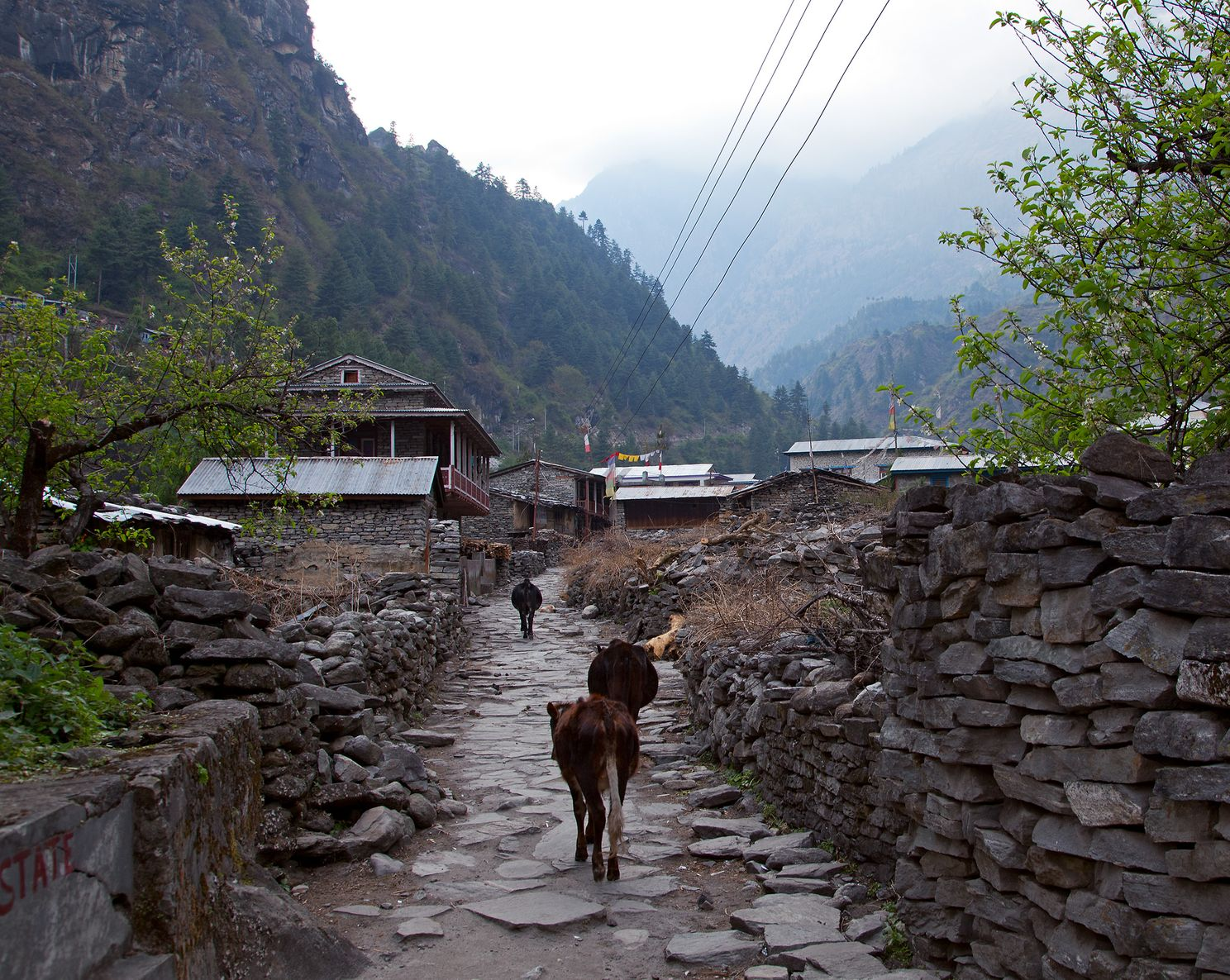
Деревня Дхарапани
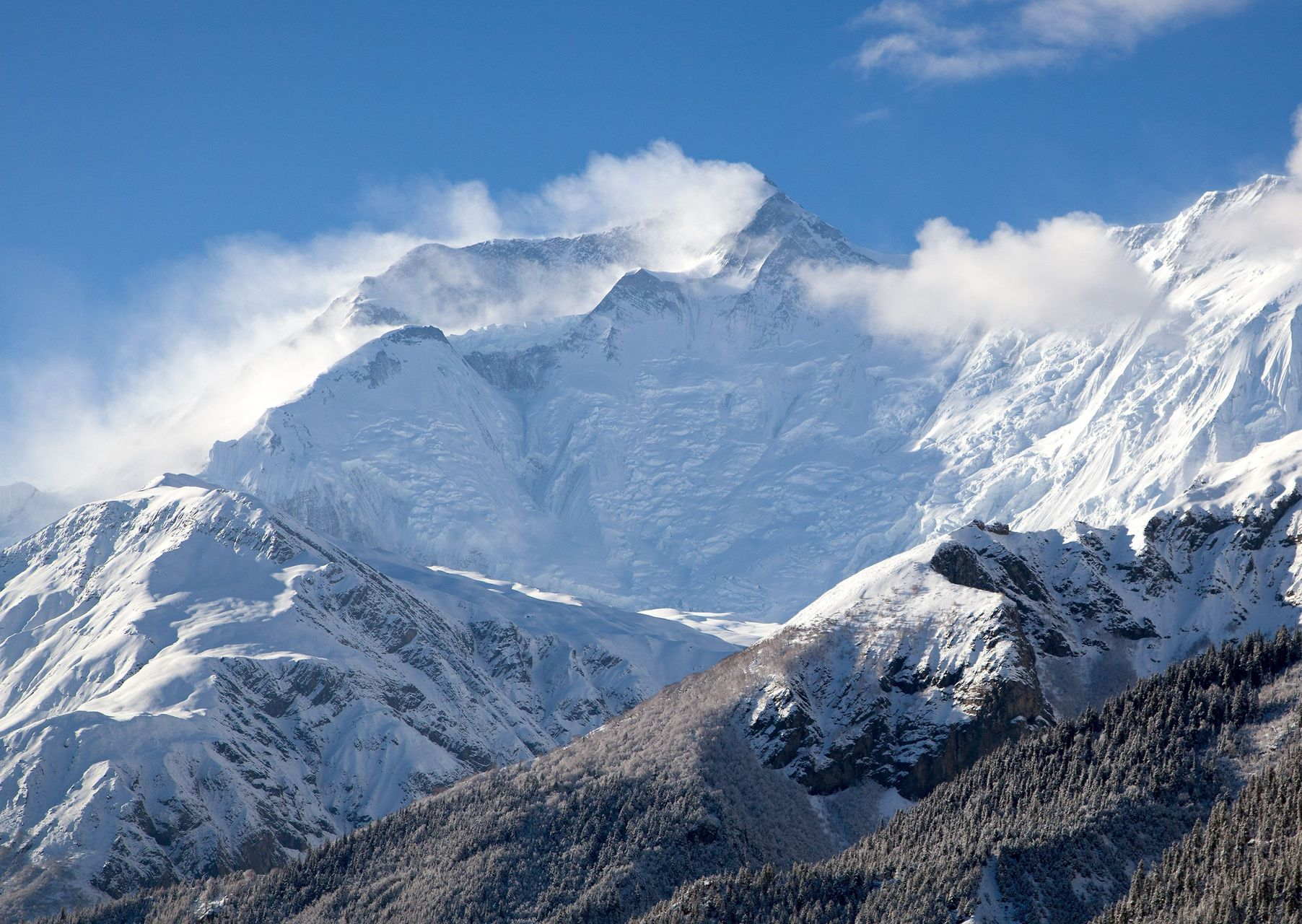
Аннапурна II (7937 м)
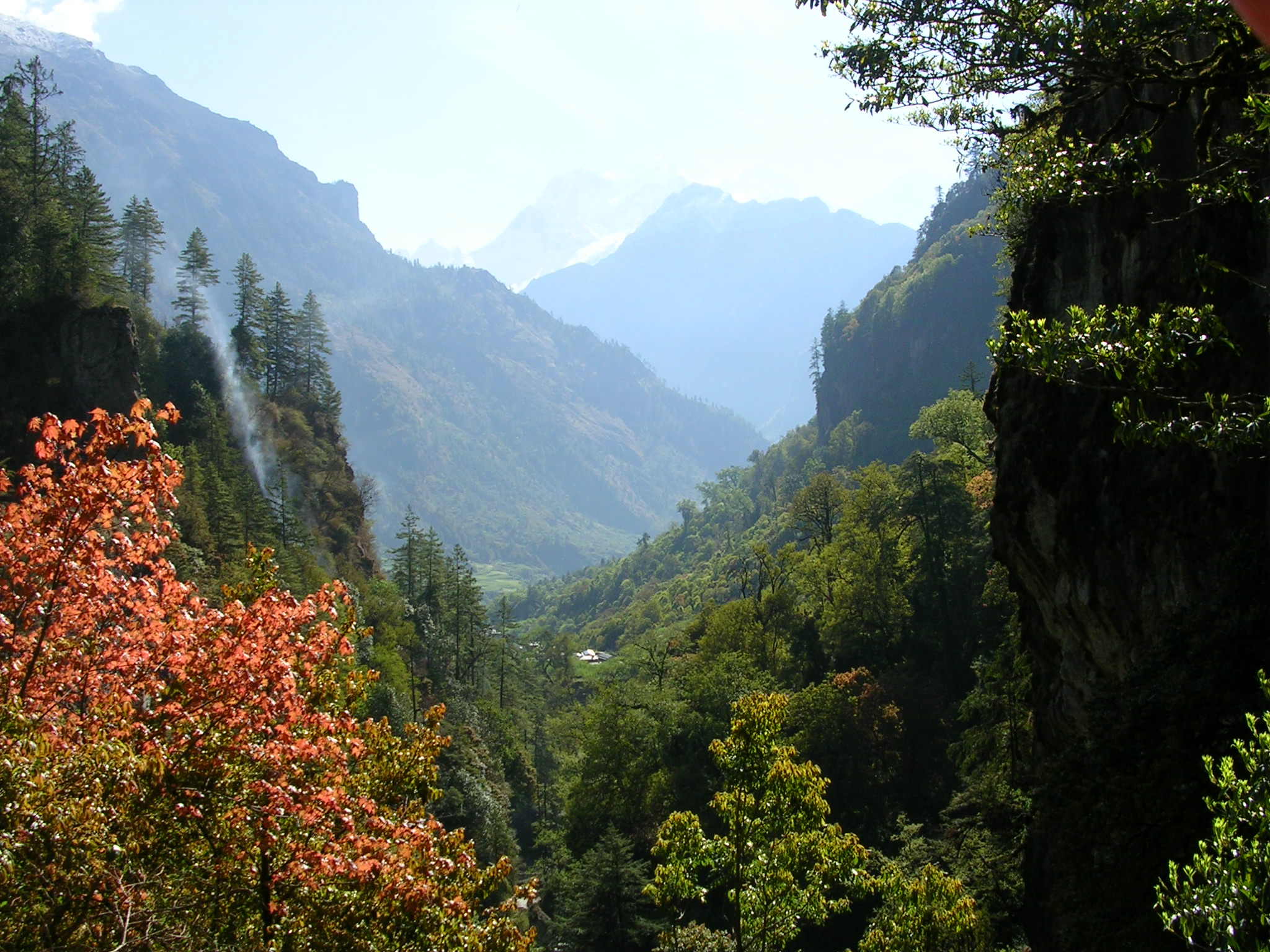
Долина Марсъянди
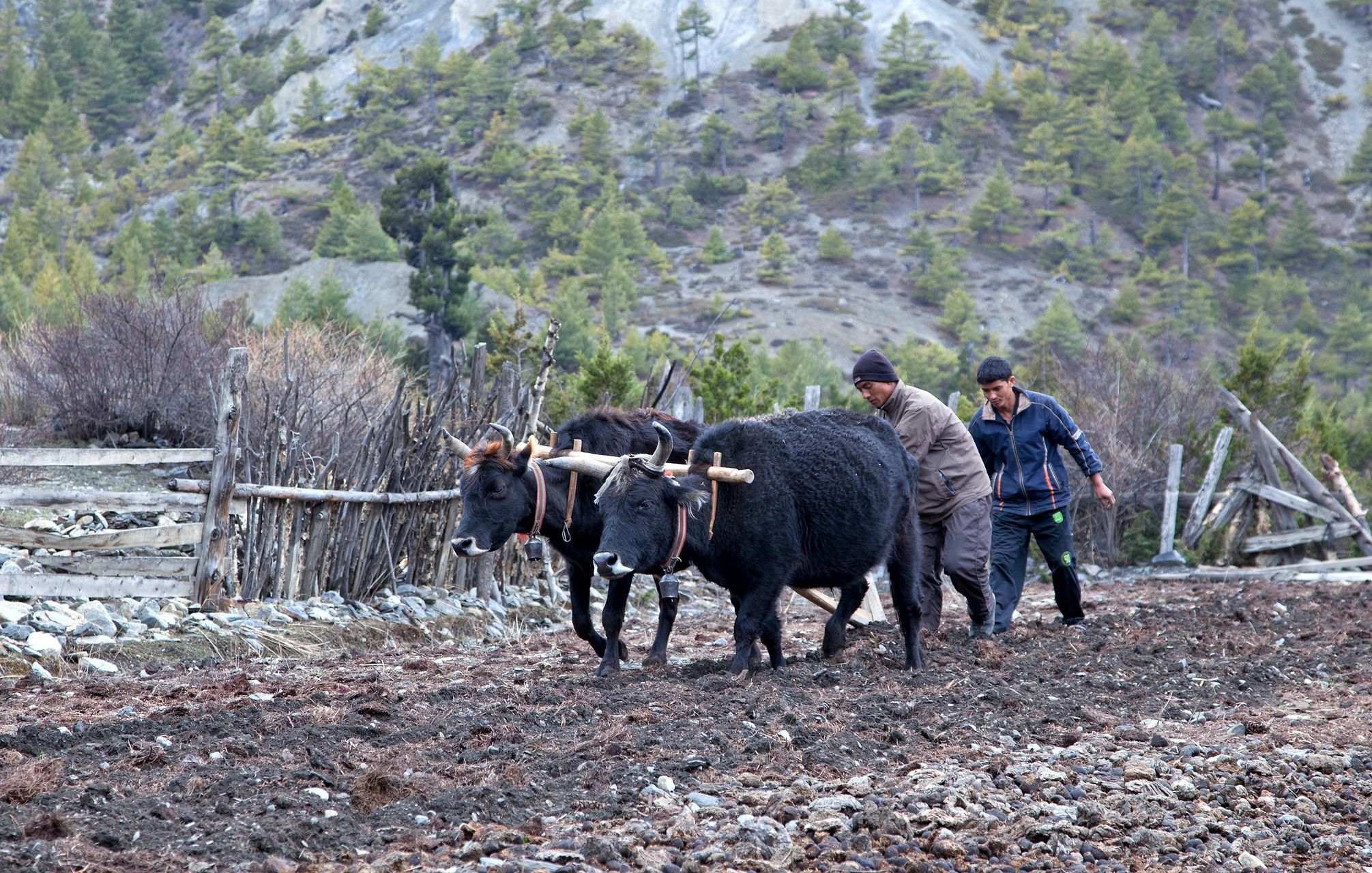
Сельскохозяйственные работы в деревне Хумде